# Marie Zlatníková-Mikanová
Marie Zlatníková-Mikanová, rozená Marie Mikanová (29. ledna 1901 Bosanci - 22. října 1985 Praha), byla česká malířka a sochařka.

## Život
Narodila se na Bukovině v obci Bossancze v rodině celního úředníka Karla Mikana a jeho ženy Anny roz. Staňkové. Oba její rodiče pocházeli z Chrudimi a Marie, ještě s o rok mladším bratrem Jiřím vyrůstala v umělecky založené rodině. V šesti letech se počala projevovat její záliba pro výtvarné umění, zvláště pak malířství. Kolem roku 1910 se rodina přestěhovala do Prahy a otec dceři domluvil učitele malby, posluchače pražské malířské akademie Adolfa Zahela. V roce 1918 zemřel Mariin otec, která v té době navštěvovala dívčí lyceum na Královských Vinohradech a zdárně i odmaturovala. Po skončení války absolvovala tři ročníky na uměleckoprůmyslové škole, patrně krom jiných i u prof. Emilie Krostové a v roce 1921 byla přijata na pražskou malířskou akademii.
Na akademii postupně navštěvovala v letech 1921/22 II. a 1922/23 III. ročník všeobecné školy prof. J. Obrovského, dále pak absolvovala v letech 1923-1926 speciální grafickou školu u prof. A. Brömse a po jeho úmrtí v roce 1925 pak u prof. F. Thiele. V roce 1926 akademické studium úspěšně absolvovala a ve školním roce 1926-27 ještě absolvovala speciální sochařská školu prof. B. Kafky. Ještě během studia na akademii se v roce 1925 provdala za Josefa Zlatníka a v posledním ročníku byla již zapsána jako Marie Zlatníková. V roce 1926 pak ještě jako studentka akademie podnikla studijní cestu po Československu, Rakousku a Itálii. Později opustila malířství a započala svojí cestu sochařky.
V roce 1927 se Marii narodilo první dítě, syn Kryštof, o dva roky později dcera Jana a roku 1939 dcera Kateřina. V roce 1936 se konala v Praze její první samostatná výstava „Dítě v kresbách a plastikách“ a tatáž výstava následovala i v Ústí nad Orlicí. V roce 1937 navštívila Marie Zlatníková Paříž, zúčastnila se mnoha odborných seminářů a mohla obdivovat dílo Augusta Rodina.
V roce 1940 byla vypsána soutěž na pomník spisovatelky Boženy Němcové a Marie Zlatníková se této soutěže zúčastnila. Vytvořila pro tuto soutěž vzpřímenou postavu ženy s nadšeným výrazem v obličeji, ale návrh nebyl přijat ani realizován. Při leteckém náletu 14. února 1945 na Prahu zasáhla bomba dům, kde měla Marie Zlatníkové svůj ateliér a zničila tam veškeré sochy, připravené pro další výstavy. Koncem 40. let jezdila Marie Zlatníková s celou rodinou do Vysokých Tater, kde vytvořila celou řadu obrazů s motivy horských scenérií.
V 50. letech vytvářela Marie Zlatníková krom výtvarné práce i barevné keramické šperky, brože, náhrdelníky, náramky a náušnice, přičemž drobné díly vypalovala doma v malé peci. Na sklonku života ještě navštívila Paříž, Benátky, Florencii, Sienu a dvakrát zavítala na Korsiku, kde namalovala mnoho obrazů.
Marie Zlatníková zemřela 22. října 1985 v nemocnici Na Františku v Praze a následně byla pohřbena na Olšanech.
V sochařství se věnovala převážně figurální tvorbě a dětským portrétům, tyto náměty uplatnila i v malířství a kresbě. Od roku 1931 byla členkou Umělecké besedy, Českého fondu výtvarných umění, Kruhu výtvarných umělkyň a členkou Jednoty umělců výtvarných v Praze.

## Dílo (výběr)

### Sochy
- básník Fr.X.Svoboda[9] (1941)
- botanik Bohumil Němec
- skladatel Otakar Jeremiáš
- kameník Velínský[10] (1942)
- básník Jan Rokyta
- socha Krista s křížem
- plastika Hudba
- sochař Jaroslav Horejc[11] (1946)
- lékař I. P. Pavlov[12] (1949)
- hudební skladatel Jarmil Burghauser[13]
- herec Vladimír Borský[14] (1941)
- kanovník Dr. Antonín Stříž[15] (1954)
- Dr. M. Frýdecká[16] (1937)

a mnoho dalších

## Výstavy

### Autorské
- 1936 Marie Zlatníková: Dítě v kresbě a plastice, Topičův salon, Praha
  - Marie Zlatníková: Dítě v kresbě a plastice, Ústí nad Orlicí[17]
- 1943 Marie Zlatníková, Topičův salon, Praha
- 1951 Marie Zlatníková, Výstavní síň Ars Melantrich, Praha 1
- 1989 Marie Zlatníková, Stuttgart

### Kolektivní
- 1931 Členská výstava Umělecké besedy, Obecní dům - výstavní sály, Praha
- 1932 Členská výstava Umělecké besedy, Obecní dům - výstavní sály, Praha
- 1933 Jubilejní výstava UB 1933, Obecní dům - výstavní sály, Praha
- 1939 Národ svým výtvarným umělcům, Praha
- 1940/1941 Národ svým výtvarným umělcům, Praha
- 1942 Národ svým výtvarným umělcům, Praha
- 1943 Umělci národu 1943, Praha
- 1950 České a slovenské výtvarné umělkyně, Galerie Československý spisovatel, Praha
- 1965 Výtvarní umelci k 20. výročiu oslobodenia ČSSR, Dom kultúry, Bratislava
  - Výtvarní umělci k výročí 20 let ČSSR, Mánes, Praha
- 1967 1. pražský salon, Bruselský pavilon, Praha
- 1969 2. pražský salón obrazů, soch a grafik, Dům U Hybernů, Praha
- 1974 Mládí na obrazech a plastikách Východočeské galerie, Východočeská galerie v Pardubicích
- 1987 Český portrét 1877–1987, Středočeská galerie, Praha

## Díla Marie Zlatníkové ve sbírkách českých galerií a muzeí
- Oblastní galerie Vysočiny v Jihlavě
- Západočeská galerie v Plzni
- Galerie Středočeského kraje